# Presa de gravedad

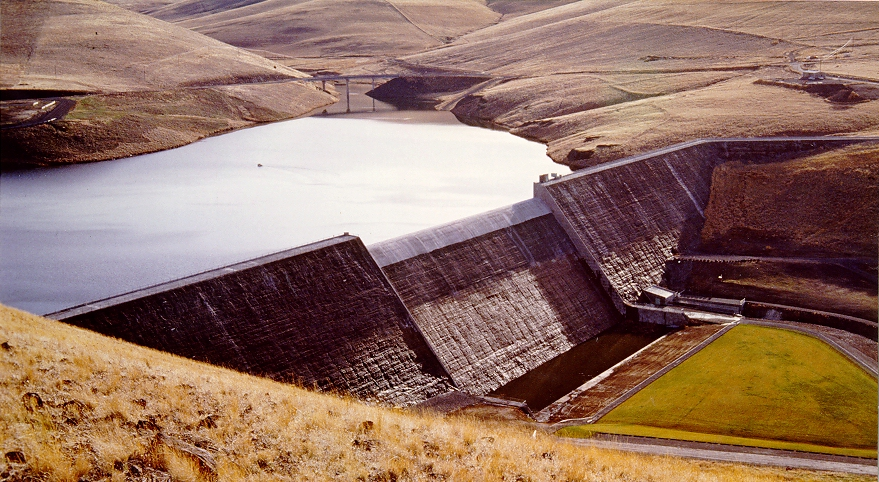
Represa Willow Creek Dam en Oregón, una presa de gravedad de concreto compactado con rodillo

Una presa de gravedad es una presa de gran tamaño fabricada con mampostería, hormigón o piedra. Están diseñadas para contener grandes volúmenes de agua. Mediante el uso de estos materiales, el peso de la presa por sí sola es capaz de resistir la presión horizontal del agua empujando contra ella. Las presas de gravedad están diseñadas de modo que cada sección de la presa sea estable e independiente de cualquier otra sección de la presa.
La clasificación más común de las presas de gravedad es por los materiales que componen la estructura:
- Las presas de hormigón incluyen
  - Hormigón en masa, hechas de:
    - hormigón convencional: Presa Dworshak, Presa Grand Coulee.
    - Hormigón compactado con rodillo: Presa Upper Stillwater.
    - Albañilería: Presa Pathfinder, Cheesman Dam.
    - presas de gravedad huecas, hechas de hormigón armado: Presa Braddock

Las presas compuestas son una combinación de presas de hormigón y terraplenes. Los materiales de construcción de las represas compuestos son los mismos utilizados para presas de hormigón y terraplenes. La Presa Folsom es una presa de material compuesto.
Las presas de gravedad se pueden clasificar según el plan (forma):
- La mayoría de las presas de gravedad son rectas (Presa Grand Coulee).
- Algunas presas de gravedad de mampostería y de hormigón tienen el eje de la presa curva (Presa Shasta, Presa Cheesman) para añadir estabilidad a través de la acción del arco.[2]

Las presas de gravedad se pueden clasificar con respecto a su altura de construcción:
- Baja, de hasta 30 metros.
- Alto Medio, entre 30 a 90 metros.
- Alta, más de 90 metros.

## Diseño
Las presas de gravedad se construyen cortando primero una gran parte del terreno en una sección del río, lo que permite que el agua llene el espacio y se almacene. Una vez cortado el terreno, hay que analizarlo para asegurarse de que puede soportar el peso de la presa y del agua. Es importante asegurarse de que el suelo no se erosionará con el tiempo, lo que permitiría al agua abrirse paso alrededor o por debajo de la presa. Normalmente el suelo es suficientemente fuerte para lograr estos objetivos, sin embargo, otras veces es necesario acondicionarlo añadiendo rocas de apoyo que refuercen el peso de la presa y del agua. Existen tres pruebas diferentes para determinar la resistencia de los cimientos: la de Westergaard, la euleriana y la lagrangiana. Una vez que los cimientos son adecuados, puede comenzar la construcción de la presa. Normalmente, las presas de gravedad se construyen con un material resistente, como hormigón o bloques de piedra, y tienen forma triangular para proporcionar el máximo soporte.

### Terremotos
Las presas de gravedad se construyen para resistir algunos de los terremotos más fuertes. Aunque los cimientos de una presa de gravedad se construyen para soportar el peso de la presa y de toda el agua, son bastante flexibles, ya que absorben una gran cantidad de energía y la envían a la corteza terrestre. Una presa de gravedad tiene que ser capaz de absorber la energía de un terremoto porque, si la presa se rompiera, enviaría una gran cantidad de agua río abajo, destruyendo todo a su paso. Los terremotos son el mayor peligro para las presas de gravedad, por ello, todos los años, y después de cada gran terremoto, deben someterse a pruebas para detectar grietas, durabilidad y resistencia. Aunque se espera que las presas de gravedad duran entre 50 y 150 años, hay que mantenerlas y sustituirlas periódicamente.